# 김두봉 (배우)
김두봉(1982년 ~ )은 대한민국의 배우이다.

## 출연작

### 영화
- 《텔미비전》 (2018년) - 강민 역
- 《블랙스톤》 (2016년)
- 《특종: 량첸살인기》 (2015년) - 김 형사 역
- 《인간중독》 (2014년) - 상승회장교 1 역
- 《런닝맨》 (2013년) - 형사 3 역
- 《살인의 강》 (2010년) - 112 남자 역

### 드라마
- 《검사내전》 (JTBC, 2019년)
- 《손 the guest》 (OCN, 2018년)
- 《아르곤》 (tvN, 2017년) - 선광일 역
- 《조작》 (SBS, 2017년)

### 연극
- 《함익》
- 《곁에 있어도 혼자》 - 쇼헤이 역
- 《헨리 4세 - 왕자와 폴스타프》 - 헨리4세 역
- 《위대한 생활의 모험》
- 《형제의 밤》 - 김연소 역
- 《검투사 용감해져, 제발》 - 호 역
- 《아시안 스위트》 (2010년) - 시로 역
- 《한여름밤의 꿈》
- 《중랑천 이야기》